# 1738 Oosterhoff
1738 Oosterhoff este un asteroid din centura principală, descoperit pe 16 septembrie 1930, de Hendrik van Gent.